# Never Give Up (Sia-Lied)
Never Give Up ist ein Lied, das die Singer-Songwriterin Sia für den Soundtrack des Kinofilms Lion – Der lange Weg nach Hause beisteuerte und das sie gemeinsam mit Greg Kurstin schrieb, der den Song auch produzierte.

## Entstehung

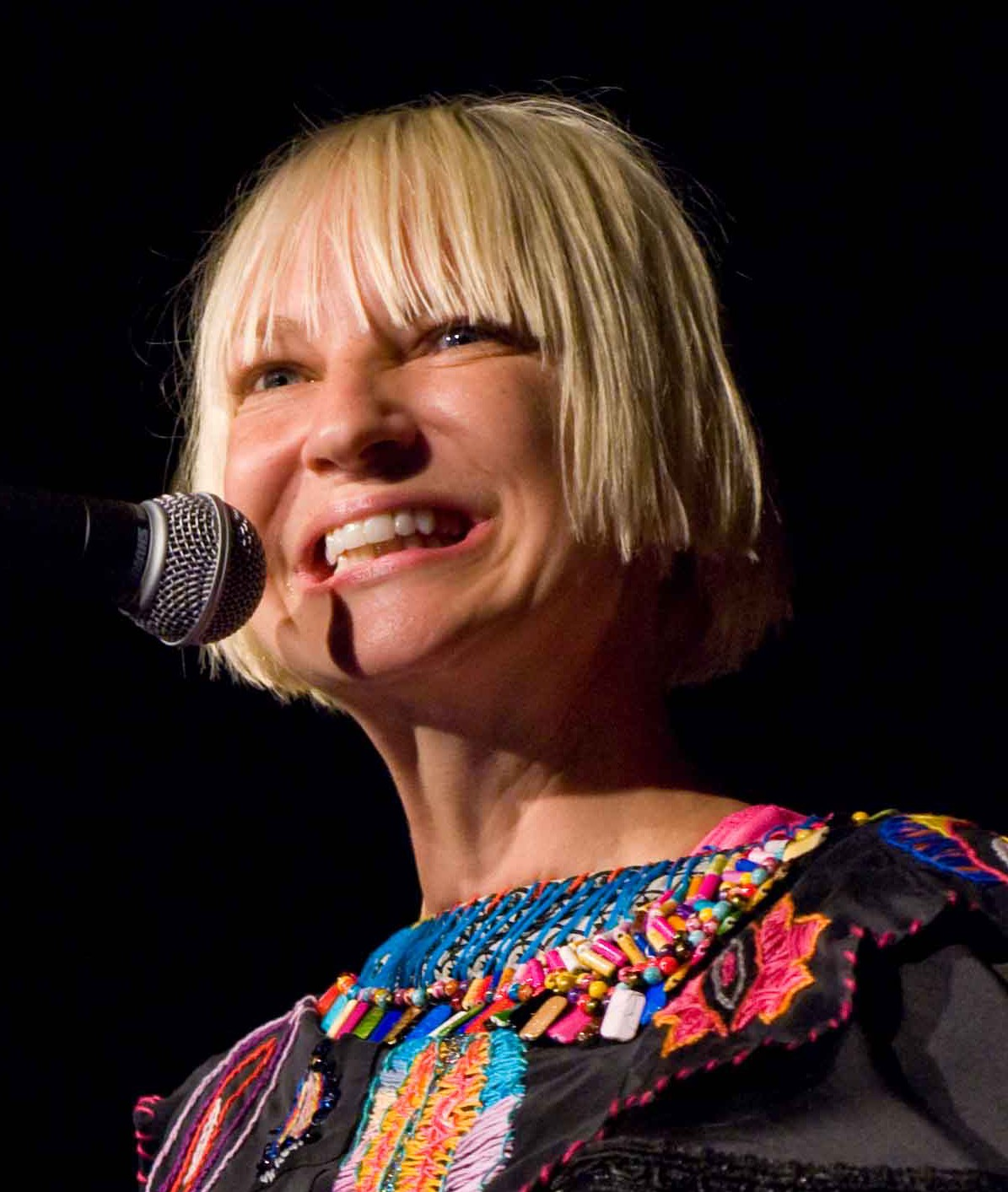
Never Give Up wurde von Sia gesungen

Never Give Up wurde von der Singer-Songwriterin Sia gemeinsam mit Greg Kurstin für den Film Lion – Der lange Weg nach Hause geschrieben. Zudem produzierte Kurstin das Lied.
Im Film lebt der fünfjährige Saroo in einem kleinen Dorf in Indien. Eines Tages begleitet er seinen großen Bruder Guddu zur Arbeit und soll eigentlich am Bahnhof auf ihn warten, doch als Guddu nicht auftaucht und auch seine Suche nach ihm erfolglos verläuft, klettert der Junge in einen leeren Zug, um dort auf ihn zu warten. Saroo schläft jedoch ein, und als er aufwacht, ist der Zug unterwegs in die 1600 Kilometer entfernte Millionenmetropole Kalkutta. Hier wird er von einem australischen Ehepaar aufgenommen und adoptiert. Als Erwachsener nutzt er Google Earth, um Indien nach dem Bahnhof abzusuchen, an dem er seinen Bruder verloren hatte. Er reist nach Indien und findet tatsächlich seine Mutter und seine Schwester. 
Passend zum Film geht es in Sias Song Never Give Up darum, in schweren Zeiten nicht die Hoffnung zu verlieren. Selbst wenn einem andere Menschen Steine in den Weg legen, gibt es immer einen Weg. Die letzten Zeilen des Songs passen genau zum Film, aber im übertragenen Sinn auch zu vielen Lebenssituationen: Auch wenn die Situation ausweglos scheint, findet man immer einen Weg nach Hause.

## Musikvideo
Das Musikvideo zum Lied, das Anfang Januar 2017 veröffentlicht wurde, ist vom Film inspiriert und zeigt ein Bahnhofsgelände, mit parallel zum Gesang auf Wänden und Zügen eingeblendeten Textstellen des Songs. Die darin zu sehenden Menschen haben schwarze Schatten statt Gesichter. Bei dem kleinen Mädchen, das im Musikvideo zu sehen ist, handelt es sich um die damals 11-jährige Tänzerin, Schauspielerin und Rappererin Prymrr.

## Veröffentlichung
Der Song wurde am 18. November 2016 von Sony Classical als Download veröffentlicht, der Soundtrack zum Film selbst am 25. November 2017.

## Rezeption

### Rezensionen
Channing Sargent von hellogiggles.com meint, der Song biete eine breite Palette von Bollywood-Vibes.
Sam Murphy von Music Feeds meint: „Sia taps into the Indian roots of the film by delivering a Bollywood vibe beneath her characteristically sunny undertones.“

### Preise
Grammy Awards 2018
- Nominierung als Best Song Written For Visual Media (Autoren: Sia Furler, Greg Kurstin)[9]

### Chartplatzierungen
In den deutschen Airplaycharts landete das Lied auf Platz eins, in den deutschen Singlecharts hatte das Lied auf Platz acht seine höchste Positionierung.
| ChartsChartplatzierungen | Höchstplatzierung | Wochen |
| ------------------------ | ----------------- | ------ |
| Australien (ARIA)        | 29 (3 Wo.)        | 3      |
| Deutschland (GfK)        | 8 (23 Wo.)        | 23     |
| Österreich (Ö3)          | 12 (21 Wo.)       | 21     |
| Schweiz (IFPI)           | 33 (24 Wo.)       | 24     |

| ChartsJahrescharts (2017) | Platzierung |
| ------------------------- | ----------- |
| Deutschland (GfK)         | 92          |
| Schweiz (IFPI)            | 98          |

### Auszeichnungen für Musikverkäufe
| Land/Region        | Auszeichnungen für Musikverkäufe (Land/Region, Auszeichnung, Verkäufe) | Verkäufe |
| ------------------ | ---------------------------------------------------------------------- | -------- |
| Australien (ARIA)  | Gold                                                                   | 35.000   |
| Deutschland (BVMI) | Platin                                                                 | 400.000  |
| Frankreich (SNEP)  | Platin                                                                 | 133.333  |
| Polen (ZPAV)       | Platin                                                                 | 50.000   |
| Insgesamt          | 1× Gold · 3× Platin ·                                                  | 618.333  |

Hauptartikel: Sia (Sängerin)/Auszeichnungen für Musikverkäufe